# Julián López Martín

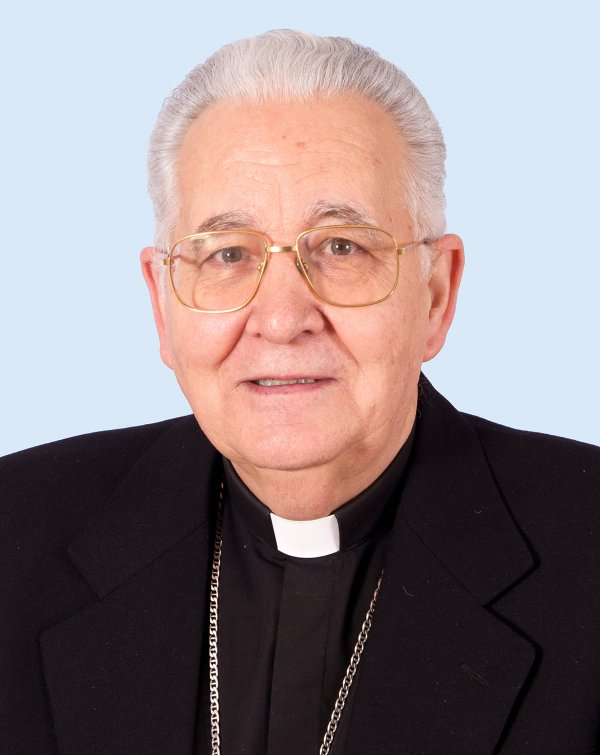
Bischof Julián López Martín

Bischofswappen

Julián López Martín (* 21. April 1945 in Toro) ist ein spanischer Geistlicher und emeritierter römisch-katholischer Bischof von León in Spanien.

## Leben
Er wurde 1968 durch Erzbischof Mario Tagliaferri zum Priester in Zamora (Spanien) und 1994 zum Bischof von Ciudad Rodrigo geweiht. Am 19. März 2002 wurde er zum Bischof von León ernannt und am 28. April 2002 eingesetzt.
Am 21. Oktober 2020 nahm Papst Franziskus das von Julián López Martín aus Altersgründen vorgebrachte Rücktrittsgesuch an.

## Mitgliedschaften
Julián López Martín ist Mitglied folgender Institution der Römischen Kurie:
- Kongregation für den Gottesdienst und die Sakramentenordnung (seit 2010)[2]